# Liste der Naturdenkmale in Heusenstamm
Die Liste der Naturdenkmale in Heusenstamm nennt die in der Stadt Heusenstamm im Landkreis Offenbach in Hessen gelegenen Naturdenkmale.

## Naturdenkmale
| Bild            | Bezeichnung                 | Ortsteil, Lage                            | Beschreibung                                                                                              | Art         | Nr.     |
| --------------- | --------------------------- | ----------------------------------------- | --- | ----------- | ------- |
| Fotos hochladen | Düne am Galgen              | Heusenstamm 50° 3′ 4,1″ N, 8° 47′ 30,7″ O | Gehölzfreie Sanddüne mit Resten von Moos-Flechten-Rasen (Kryptogamenrasen).                               | Düne        | 438 033 |
| Fotos hochladen | Sechsstämmige Eiche         | Heusenstamm 50° 3′ 4,3″ N, 8° 48′ 10,8″ O | Etwa 19,6 m hohe Stieleiche (Quercus robur) mit insgesamt sechs Hauptstämmen und ausladender Verzweigung. | Stiel-Eiche | 438 034 |
| Fotos hochladen | Eiche an der Hohebergstraße | Heusenstamm 50° 3′ 6″ N, 8° 47′ 24,7″ O   | Hindenburgeiche. Etwa 20 m hohe freistehende Stieleiche (Quercus robur) mit gedrungener rundlicher Krone. | Stiel-Eiche | 438 036 |

## Ehemalige Naturdenkmale
| Bild            | Bezeichnung                   | Ortsteil, Lage                             | Beschreibung                                                                                         | Art         | Nr.     |
| --------------- | ----------------------------- | ------------------------------------------ | --- | ----------- | ------- |
| Fotos hochladen | Trauerweiden am Schlossweiher | Heusenstamm 50° 3′ 41,9″ N, 8° 48′ 20,6″ O | Trauerweidenreihe (Salix alba tristis) am Westufer des Schlossweihers mit ortsbildprägender Wirkung. | Trauerweide | 438 035 |

## Belege
1. ↑  
Naturdenkmal. www.kreis-offenbach.de, abgerufen am 7. April 2020.

- Karte mit allen Koordinaten:
- OSM |
- WikiMap